# Булган (город)
Булган (монг. Булган) — столица аймака Булган в Монголии. Город находится на часовом поясе UTC+8*. Население — 10 878 человек (на 2005 год). Население — 12 323 человек (на 2008 год).
Город расположен на месте бывшей ставки хана Дайчин-чин-вана и монастыря Дайчин-вангийн-хурэ.

## Достопримечательности
- В городе находится памятник Убаши-хану[3], копия которого была установлена в Элисте, Калмыкия.

## Транспорт
Булганский аэропорт (УЗА / ZMBN) имеет одно грунтовое ВПП и обслуживает регулярные рейсы в Улан-Батор, Ховд и Мурэн.